# Вулкан Татаринова
Вулкан Татаринова — действующий стратовулкан на острове Парамушир Большой Курильской гряды.
Высота 1530 м. Расположен в северной части хребта Карпинского. На севере примыкает к вулкану Чикурачки. Представляет собой неправильный массив слившихся конусов, осложненный несколькими вершинами и боковыми кратерами.
В настоящее время фиксируется термальная активность.
Сложен андезитами. Возраст вулкана — верхний плейстоцен — голоцен
Назван по имени секунд-майора Михаила Татаринова, штурмана Нерчинской экспедиции 1753 года.